# Ruisseau de Rochecardon
 (mars 2025).
Motif : manque de sources secondaires centrées sur le sujet
- Archive Wikiwix
- Bing
- Cairn
- DuckDuckGo
- E. Universalis
- Gallica
- Google
- G. Books
- G. News
- G. Scholar
- Persée
- Qwant
- (zh) Baidu
- (ru) Yandex
- (wd) trouver des œuvres sur Wikidata

| 1. | Préciser le motif de la pose du bandeau. | Précisez le motif de la pose du bandeau en utilisant la syntaxe suivante : {{admissibilité à vérifier\|date=mai 2025\|motif=remplacez ce texte par le motif}}                                |
| 2. | Informer les utilisateurs concernés.     | Pensez à avertir le créateur de l'article, par exemple, en insérant le code ci-dessous sur sa page de discussion : {{subst:avertissement admissibilité à vérifier\|Ruisseau de Rochecardon}} |

Le ruisseau de Rochecardon est un cours d'eau français, affluent de la Saône en rive droite, qui coule dans la métropole de Lyon.
Long de seulement 7 km, d'un débit relativement faible, il est pour autant un élément géographique structurant du nord de l'agglomération lyonnaise, par le vallon encaissé qu'il a creusé en zone périurbaine dense. Il s'agit d'un des principaux ruisseaux irriguant le versant sud des Monts d'Or.
Traversant les communes de Limonest, Champagne-au-Mont-d'Or, Saint-Didier-au-Mont-d'Or et Lyon, il constitue un corridor écologique entre le massif des Monts d'Or et la Saône. À l'instar d'autres petites rivières de l'agglomération, comme l'Yzeron ou le ruisseau des Planches, son écoulement et ses écosystèmes ont été fortement altérés par l'urbanisation et l'industrialisation.

## Géographie

### Bassin versant et hydrographie
- Superficie : 24 km²[1]
- Affluents : Ruisseaux d’Arche, du Pinet, de Fromente et de Saint-André

### Parcours
- Source : Massif du Mont Verdun (Limonest), altitude 360 m
- Confluence : Saône à Vaise (Lyon 9e), coordonnées 45° 46′ 58″ N, 4° 48′ 42″ E
- Caractéristiques :
  - 70 % du tracé enterré sous zones urbanisées[2]

## Histoire et patrimoine

### Période médiévale à industrielle
Le ruisseau de Rochecardon a joué un rôle économique important dans l'histoire locale. Pas moins de 15 moulins ont été recensés le long de son cours entre le XIVe et le XIXe siècle. Parmi les plus notables figurent le moulin Joannon, dont l'écluse est encore préservée, et le moulin Thiolay qui a donné l'un des noms historiques au ruisseau.
Au fil des siècles, le ruisseau a porté plusieurs noms : Saconis, Grand ruisseau, ruisseau de Thiolay, de Limonest, de Cruis, de Tortorel, ou encore des Rivières, avant de prendre définitivement le nom de Rochecardon au XIXe siècle.

### Époque contemporaine
En 1994, le vallon du Rochecardon a été classé "projet-nature" par le Grand Lyon, marquant une volonté de préservation de cet espace naturel en milieu périurbain.
Dans le cadre de son plan de renaturation métropolitain 2023-2027, doté d'un budget de 40 millions d'euros, la Métropole de Lyon a inscrit plusieurs actions concernant le Rochecardon, visant à restaurer son cours naturel et à améliorer la qualité de son eau.

## Botanique
Le ruisseau de Rochecardon traverse une région riche en biodiversité, notamment dans la zone siliceuse du Mont d'Or lyonnais. Cette vallée abrite une flore variée, influencée par les caractéristiques géologiques et climatiques locales. Parmi les espèces notables, on trouve des plantes typiques des sols siliceux comme Sarothamnus scoparius (genêt à balai), Calluna vulgaris (bruyère commune), et Aira caryophyllea (airelle des champs). Les prairies humides bordant le ruisseau accueillent également des espèces hygrophiles telles que Carex paludosa et Angelica sylvestris. Ces écosystèmes diversifiés témoignent de l'importance écologique du ruisseau dans le maintien de la biodiversité locale,.

## Hydrologie et enjeux écologiques

### Qualité de l'eau et pollutions
Les prélèvements réalisés montre une qualité moyenne de l'eau 
Ces résultats montrent les défis auxquels est confronté ce cours d'eau périurbain, soumis à diverses pressions anthropiques.

### Biodiversité
Malgré ces pressions, le vallon du Rochecardon abrite une biodiversité remarquable. L'inventaire réalisé par la Métropole de Lyon en 2017 a notamment relevé la présence de :
- Mammifères : Murin de Daubenton (chauve-souris)
- Amphibiens : Salamandres tachetées et Tritons palmés
- Flore protégée : Orchidée Ophrys apifera sur les pelouses calcaires environnantes

## Tourisme et loisirs

### Sentier pédestre
Le sentier d'interprétation du Rochecardon, long de 1,6 km, offre une promenade pédagogique à Saint-Didier-au-Mont-d'Or. Ce parcours, accessible depuis le chemin de Saint-André, est équipé de panneaux et bornes "questions/réponses" qui expliquent la biodiversité locale et l'histoire du ruisseau.
Le sentier présente un dénivelé modéré d'environ 100 mètres et peut être parcouru en une heure. Il fait partie de la liaison pédestre reliant Vaise au Mont Verdun, traversant ainsi une grande partie des Monts d'Or.